# MTV (nhóm nhạc)
MTV là nhóm nhạc nam nổi tiếng của Việt Nam, mặc dù trong thời gian hoạt động họ đã thay đổi từ Pop, R&B, Acappella nhưng dòng nhạc chủ đạo của nhóm là alternative-rock. Thành lập ban đầu với 3 thành viên, chữ cái đầu trong tên của họ được ghép thành tên nhóm nhạc: Lê Minh, Công Thành và Hùng Vũ; sau nhiều lần thay đổi thành viên, tan rã lại tái hợp hiện tại nhóm gồm có: Lê Minh, Anh Tuấn và Thiên Vương (đôi khi có sự tham gia của Phan Đinh Tùng).

## Hoạt động

### Thành lập
Nhóm MTV, ra mắt lần đầu trong chương trình Xuân 2000, vào ngày 10 tháng 2 năm 2000 với 3 thành viên gồm: Lê Minh, Công Thành (Thành Nguyễn - trưởng nhóm) và Hùng Vũ. Khi Công thành chuẩn bị rời nhóm thì Trung Tùng và Anh Tuấn được kết nạp. Ban đầu nhóm dự định theo dòng nhạc Rock, vì phong trào Rap vầ Hip hop lúc bấy giờ quá lớn nên ban đầu nhóm đã chọn hướng đi an toàn hơn là Pop và R&B. Công Thành hoạt động được nửa năm thì rời nhóm để theo đuổi sở thích nhiếp ảnh và được thay thế bởi Anh Tuấn. Vị trí trưởng nhóm được Hùng Vũ đảm nhận.
Nhóm MTV bắt đầu có tên tuổi và thường gắn liền với các ca khúc của nhạc sĩ Tuấn Khanh: Áo xanh, Sóng tình, Như là tình yêu, Chuyện nhỏ,... Ngoài dòng nhạc rock, MTV còn là nhóm nhạc nam đầu tiên tại Việt Nam thử nghiệm dòng nhạc A cappella.

### Định hình nhóm
Năm 2001, MTV phát hành single đầu tiên "Như là tình yêu", nhanh chóng trở thành ca khúc được khán giả yêu cầu nhiều nhất trên các chương trình truyền thông. Năm 2002, nhóm tổ chức tour diễn xuyên Việt Nam tại 3 thành phố Hà Nội, Đà Nẵng và thành phố Hồ Chí Minh và các tỉnh miền Tây Nam bộ. Đồng thời, MTV phát hành album Áo xanh và đoạt giải "Ban nhạc xuất sắc nhất" tại giải Mai Vàng do Báo Người Lao Động tổ chức. Áo xanh cũng là album thành công nhất khi bán hết 10.000 bản tại Việt Nam trong thời gian ngắn, thậm chí còn được thị trường hải ngoại đặt thêm 10.000 bản.

Thời kỳ đỉnh cao của nhóm kéo dài hơn một năm, khi cảm thấy nhóm đang có dấu hiệu giảm phong độ. Sau khoảng 1 năm không ra sản phẩm mớ, các thành viên đã họp bàn tìm ra hướng đi mới, sau này khi các thành viên khác thay đổi kế hoạch và muốn duy trì nhóm thì Trung Tùng vẫn giữ nguyên ý định. Sau một lần nhóm lưu diễn mà không được thông báo, đầu năm 2003, ca sĩ chủ lực là Trung Tùng tách ra hát riêng với nghệ danh Phan Đinh Tùng. Trước khi rời nhóm, Trung Tùng đã kịp cùng nhóm hoàn thành album vol.2 và single cùng tên Chim câu ngực gầy, album được phát hành cuối năm 2003 và giành giải "Khán giải bình chọn" của chương trình VTV – Bài hát tôi yêu lần thứ 2.
"Thời điểm ấy chúng tôi họp nhiều lắm, còn nhiều hơn tập để giải quyết vấn đề” 
Ngay giữa năm 2003, ông bầu Tuấn Khanh đã tìm được Song Huy và Đoàn Phi thay thế Trung Tùng. Đoàn Phi trước khi gia nhập MTV là thành viên của nhóm Thác Nước, còn Song Huy thường hát ở nhiều tụ điểm ca nhạc. MTV lúc này có 5 thành viên: Anh Tuấn, Lê Minh, Hùng Vũ, Song Huy và Đoàn Phi. Cuối năm 2003, Hùng Vũ rời nhóm để làm quản lý cho Thanh Thảo. Với bốn thành viên, nhóm MTV cho rắt album Vol.3 – Thiên đường tìm đâu vào đầu năm 2004.
Ngày 29 và 30 tháng 5 năm 2004, nhóm MTV và nhóm Trio 666 là nhân vật chính trong Liveshow Âm nhạc và những người bạn chủ đề Theo nhịp đập con tim và liveshow Rock Sài Gòn của Đài Truyền hình Việt Nam, ban nhạc Bulgaria B.T.R phụ trách đệm nhạc cho hai nhóm nhạc của Việt Nam. Sang đến tháng 6 năm, Song Huy rời nhóm MTV và được thay thế bởi Thiên Vương, Đoàn Phi đã chuyển sang gia nhập nhóm "Tốc Độ" chuyên hát nhạc hiphop. Album tiếp theo của nhóm gồm các ca khúc rock của nhạc sĩ Tuấn Khanh và các sáng tác mới của Lê Minh và Anh Tuấn. Album vol.4 mang chủ đề Có em bên đời - tên một sáng tác của Anh Tuấn. Từ thời điểm này nhóm chính thức duy trì 3 thành viên: Lê Minh (trưởng nhóm), Anh Tuấn và Thiên Vương cho đến ngày nay.

### Phát triển
Tháng 1 năm 2005, MTV phát hành album Vol.4 – Tôi muốn biết vì sao gồm 13 ca khúc, trong đó có 6 ca khúc của Anh Tuấn và 2 ca khúc của Lê Minh sáng tác. Album đánh dấu quá trình tự lự cánh sinh của MTV sau khi chia tay ông bầu Tuấn Khanh. Nhóm cũng đổi tên thành MTV & Friends và có thêm 4 thành viên mới Nguyễn Dân, Quốc Nam, Đăng Khoa và Duy Tùng. Người thay thế nhạc sĩ Tuấn Khanh là nhạc sĩ Nguyễn Dân, người sẽ đảm nhận hòa âm các sản phẩm của MTV. Bắt đầu từ ca khúc đầu tiên "Thiên thần nhỏ bé". Album vol.4 với sự hỗ trợ sản xuất của cựu trưởng nhóm là nhiếp ảnh gia Thành Nguyễn, cả nhóm đã tự tay đóng gói 2.000 sản phẩm đầu tiên để lấy may.
Năm 2006, nhóm phát hành album Vol.5 – Thời gian, với phong cách Alternative-rock, MTV giành được giải thưởng Nhóm nhạc được yêu thích nhất ở giải thưởng Làn Sóng Xanh 2006. Ngày 26 tháng 4 năm 2007, MTV trở thành ban nhạc đầu tiên của Việt Nam tổ chức liveshow khi thực hiện liveshow đầu tiên của chính họ tại sân khấu Lan Anh mang tên MTV and Friends với sự góp mặt của cựu thành viên Phan Đinh Tùng. Sau đó, MTV giải được giải Nhóm nhạc được yêu thích nhất tại HTV Awards lần thứ 1.
Dù cả 3 thành viên đã có sẵn dự định tách riêng, nhưng họ vẫn cố gắng tổ chức live hoành tráng nhất sự nghiệp của nhóm vào giữa năm 2007.

### Tan rã và tái hợp
Tháng 7 năm 2007, nhóm thông báo tan rã sau khi tổ chức liveshow MTV và những người bạn.
Năm 2011, sau khi nhận thấy sự nghiệp solo của mỗi thành viên đều không thuận lợi như khi hát chung, nhóm MTV thông báo tái hợp sau 4 năm chia tách. Năm 2012, nhóm cho ra mắt album Nếu chỉ sống một ngày.
Ngày 6 tháng 6 năm 2015, nhóm MTV trở thành nhân vật chính của liveshow “Dấu ấn” được truyền hình trực tiếp trên VTV9, liveshow có sự tham gia của thành viên Phan Đinh Tùng với tư cách khách mời khi hát chung ca khúc "Áo xanh". Năm 2018, MTV tổ chức tour diễn Tình anh em rất đáng nhớ cùng Phan Đinh Tùng và nhóm Microwave qua các thành phố Đà Nẵng, TP. Hồ Chí Minh, Biên Hoà, Cần Thơ.

## Thành viên

### Hiện tại
Phan Lê Minh: Sinh năm 1979, với chất giọng nam cao, anh là trưởng nhóm của MTV sau khi Hùng Vũ rời nhóm, là thành viên từ khi nhóm mới thành lập cho đến hiện tại. Anh từng kết hôn với ca sĩ Hồng Ngọc của nhóm 5 Dòng Kẻ năm 2009, họ có một con gái và ly hôn năm 2014. Năm 2013, Lê Minh bị tai nạn giao thông khá nặng nhưng sau đó đã bình phục.
Anh Tuấn: tên thật là Nguyễn Trí Nhân, sinh năm 1978, khi gia nhập nhóm, anh đang theo học Khoa Sư phạm âm nhạc Trường Cao đẳng Văn hóa Thành phố Hồ Chí Minh. Anh sở hữu giọng nam trung, là thành viên của nhóm cho đến hiện tại.
Nguyễn Trịnh Thiên Vương: Sinh năm 1982, là thành viên trẻ nhất nhóm và gia nhập sau cùng, anh sở hữu giọng nam cao là thành viên của nhóm cho đến hiện tại. Sau khi rời nhóm, anh gia nhập công ty Tiếng hát Việt của Đàm Vĩnh Hưng một thời gian rồi tách ra tự lập và nổi tiếng với bài hit Nam Nhi do Nguyễn Dân sáng tác. Trước khi gia nhập MTV, anh từng là thành viên của nhóm Thạch Anh Tím cùng với Khương Ngọc và Nguyễn Hoàng Duy. Anh đóng MV "Call you an angel" của Vũ Thảo My vào năm 2017. Ngày 2 tháng 9 năm 2023, anh làm MC chương trình "Thật lợi hại" do Đông Tây Promotion sản xuất.

Thành Nguyễn (Nguyễn Công Thành)

### Cựu thành viên
Công Thành: Tên đầy đủ là Nguyễn Công Thành, sinh năm 1971, anh là thành viên sáng lập và trưởng nhóm của MTV và Biển sáng; tuy nhiên anh chỉ gắn bó với nhóm được nửa năm thì bỏ ngang làm nhiếp ảnh gia. Nổi tiếng với nghệ danh nhiếp ảnh Thành Nguyễn, anh qua đời năm 2020 vì ung thư phổi.

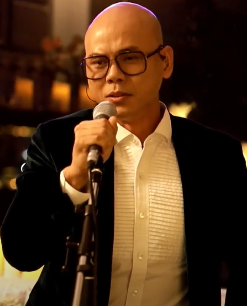
Trung Tùng (Phan Đinh Tùng)

Trung Tùng: Tên thật là Phan Thi Phương Tùng, sinh năm 1976, anh là giọng ca trụ cột của MTV trong 3 năm đầu tiên, sau này anh tách rời nhóm và nổi tiếng với nghệ danh Phan Đinh Tùng. Trong thời gian hoạt động cùng MTV, Trung Tùng còn phát hành album solo và nổi tiếng với bài hit tự sáng tác là Khúc hát mừng sinh nhật.
Hùng Vũ: tên đầy đủ là Nguyễn Đắc Hùng Vũ, sau khi rời nhóm anh làm quản lý cho ca sĩ Thanh Thảo và hiện tại định cơ ở nước ngoài và không tham gia hoạt động nghệ thuật.
Song Huy: Sinh năm 1980, anh tham gia nhóm MTV trong thời gian ngắn sau đó tập trung vào việc học đại học. Sau đó anh ra mắt album alternative-rock đầu tay "Nhắm mắt" năm 2007.
Đoàn Phi: tên thật là Trương Đoàn Tuệ Nhã, sinh năm 1981, anh gia nhập MTV trong thời gian ngắn rồi chuyển sang nhóm Tốc độ. Năm 2006, anh giành giải nhì cuộc thi tìm kiếm tài năng của Trung tâm Asia, và trở thành ca sĩ của trung tâm.

## Tác phẩm

### Single và MV
| Năm  | Hình thức | Sản phẩm                                             |
| ---- | --------- | ---------------------------------------------------- |
| 2001 | Single    | Như là tình yêu                                      |
| 2013 | MV        | Tại sao bạn đến trái đất này (kết hợp: Phương Thanh) |
| 2016 |           | Anh ngoan rồi vợ ơi                                  |
| 2016 | Single    | Đừng nhìn bề ngoài                                   |
| 2017 |           | Niềm hạnh phúc                                       |
| 2020 | MV        | Nguyện ước đầu xuân (kết hợp: Lân Nhã)               |

Albums
| Năm        | Album                                        |
| ---------- | -------------------------------------------- |
| 2002       | Áo xanh (vol.1)                              |
| 2003       | Chim câu ngực gầy (Vol.2)                    |
| 2004       | Thiên đường tìm đâu (vol.3)                  |
| 2005       | Tôi muốn biết vì sao? (vol.4)                |
| 2007       | Thời gian (vol.5)                            |
| 2012       | Nếu chỉ sống một ngày (vol.6)                |
| 2013       | The Singles (vol.7)                          |
| 2011 - nay | Âm nhạc không giới hạn (giao lưu trực tuyến) |

### Sự kiện và chương trình truyền hình
| Năm  | Sản xuất | Chương trình                         | Vai trò                            | Chú thích                |
| ---- | -------- | ------------------------------------ | ---------------------------------- | ------------------------ |
| 2000 |          | Xuân 2000                            | Biểu diễn                          | Ra mắt khán giả          |
| 2002 | MTV      | Tour diễn xuyên Việt                 | Tổ chức                            |                          |
|      |          | Giai điệu tình thương                | Biểu diễn                          |                          |
| 2003 |          | Dấu ấn Việt Nam SEA Games 2003       | Biểu diễn                          |                          |
| 2006 | MTV      | Thời gian                            | Tổ chức                            | Liveshow                 |
| 2014 | VTV      | Chiếc nón kỳ diệu                    | Người chơi                         | Trò chơi truyền hình     |
| 2015 | HTV      | Dấu ấn                               | Diễn chính                         | Lievshow                 |
| 2016 | HTV      | Ca sĩ giấu mặt tập 2: Phan Đinh Tùng | Khách mời                          |                          |
| 2016 |          | Sing my song                         |                                    | Trò chơi truyền hình     |
| 2017 | HTV      | Kỳ tài thách đấu                     | Người chơi                         | Trò chơi truyền hình     |
| 2018 | HTV      | Thay lời muốn nói                    | Dẫn chương trình                   | Chương trình truyền hình |
| 2019 | VTV      | Tối chủ nhật vui vẻ tập 1, 12        | Khách mời                          | Chương trình truyền hình |
| 2020 | VTV      | Ký ức vui vẻ - tập 7                 | Khách mời                          | Chương trình truyền hình |
| 2020 | THVL     | Ký Ức Ngọt Ngào                      |                                    | Chương trình truyền hình |
| 2021 | THVL     | Giải mã tri kỷ - tập 121             | Nhân vật chính                     | Chương trình truyền hình |
| 2021 | VTV      | Ngày xưa chill phết                  |                                    | Chương trình truyền hình |
| 2022 | HTV      | Thời tới rồi - tập 25                |                                    | Chương trình truyền hình |
| 2020 | VTV      | Bài hát đầu tiên                     | Nhân vật chính                     | Chương trình truyền hình |
| 2025 | VTV      | Cuộc hẹn cuối tuần                   | Nhân vật chính cùng Phan Đinh Tùng | Chương trình truyền hình |

## Giải thưởng
| Năm  | Giải thưởng                   | Sự kiện                                              |
| ---- | ----------------------------- | ---------------------------------------------------- |
| 2000 | Giải nhất                     | Tiếng hát phát thanh                                 |
| 2001 | Nhóm nhạc được yêu thích nhất | Student’s Choice Award                               |
| 2002 | Nhóm nhạc yêu thích           | Giải Mai Vàng                                        |
| 2002 | Nhóm nhạc được yêu thích nhất | Báo Điện ảnh kịch trường                             |
| 2003 | Khán giải bình chọn (Top 10)  | VTV - Bài hát tôi yêu lần 2                          |
| 2003 | Nhóm nhạc được yêu thích nhất | Ngôi sao Bạch Kim lần 1                              |
| 2004 | Khán giả bình chọn            | VTV - Bài hát tôi yêu lần 3                          |
| 2005 |                               | Cúp chương trình: Trò chuyện với Ngôi sao (Đồng Nai) |
| 2006 |                               | YMA 2006 Best Vietnamese Group                       |
| 2006 | Nhóm nhạc được yêu thích nhất | Làn Sóng Xanh 2006                                   |
| 2007 | Ban nhạc được yêu thích nhất  | HTV Awards lần thứ 1                                 |
| 2021 | Ca khúc của năm (với Đen Vâu) | Giải thưởng Làn Sóng Xanh 2021                       |